# Bürserberg
Bürserberg est une commune autrichienne du district de Bludenz dans le Vorarlberg.

## Culture
Sur le haut-plateau de Tschengla, à 1250m d’altitude, se trouve le cercle de monolithes qui était peut-être un lieu de culte de nos lointains ancêtres. Le site remonterait entre 5000 et 1900 av. J.-C. Il serait un gigantesque calendrier, obéissant à un ordre géométrique. Une visite guidée du lieu est proposée tous les mercredis à 14h. 